# فرشتگان گناه
فرشتگان گناه (انگلیسی: Angels of Sin) فیلمی درام به کارگردانی روبر برسون است که در سال ۱۹۴۳ منتشر شد. از بازیگران آن می‌توان به رنه فاوره، لوئی سنیه، و میلا پارلی اشاره کرد.